# Léa Curinier
Léa Curinier, née le 21 avril 2001 à Valence (Drôme), est une coureuse cycliste professionnelle française membre de l'Équipe cycliste FDJ-Suez.

## Biographie
Léa Curinier est née à Valence dans la Drôme et grandit à Saint-Péray dans le département voisin de l'Ardèche. Elle commence le sport dès son plus jeune âge, tout d'abord par le triathlon avant de découvrir à l'âge de 11 ans, des dispositions exceptionnelles dans les disciplines de cyclisme sur route et de cyclo-cross. Elle obtient un Bac ES en juillet 2019, et commence la même année des études STAPS à Reims, dans le but d'intégrer une école de Kinésithérapie. Elle monte sur la troisième marche de la Coupe de France sur route 2019.

## Palmarès sur route

### Par années
- 2019
  -  Championne de France du contre-la-montre juniors
  - Coupe de France sur route juniors
  - Tour de Charente-Maritime féminin
  - 2e étape du Tour de Charente-Maritime féminin
  - 3e du Trofeo Alfredo Binda juniors
  - 3e de la Coupe de France sur route
  - 8e du championnat du monde sur route juniors
- 2023
  - 2e de Dwars door de Westhoek
- 2025
  - 3e du Grand Prix de Chambéry

### Résultats sur les grands tours

#### Tour d'Italie
1 participation
- 2025 : 23e

#### Tour de France
2 participations
- 2023 : 37e
- 2024 : 19e

### Classements mondiaux
| Année                                 | 2020 | 2021 | 2022 | 2023 | 2024 |
| ------------------------------------- | ---- | ---- | ---- | ---- | ---- |
| Classement UCI                        | 609e | 728e | 935e | 247e | 178e |
| UCI World Tour                        | nc   | nc   | 262e | 273e | 103e |
|                                       |      |      |      |      |      |
| Légende : nc = non classéSource : UCI |      |      |      |      |      |

## Palmarès en cyclo-cross
- 2015-2016
  - 2e de la Coupe de France cadettes
- 2016-2017
  - 3e de la Coupe de France juniors
- 2017-2018
  - 2e de la Coupe de France juniors
  - 3e du championnat de France de cyclo-cross juniors
- 2018-2019
  - 2e du championnat de France de cyclo-cross juniors
- 2019-2020
  - 2e du championnat de France de cyclo-cross espoirs
- 2021-2022
  - Cyclo-cross de La Grandville, La Grandville